# Christine Adjobi
 (août 2012).
Si vous disposez d'ouvrages ou d'articles de référence ou si vous connaissez des sites web de qualité traitant du thème abordé ici, merci de compléter l'article en donnant les références utiles à sa vérifiabilité et en les liant à la section « Notes et références ».
Christine Nebout Adjobi, née le 24 juillet 1949 à Grand-Bassam, est une femme politique ivoirienne, qui a été ministre chargée de la Lutte contre le SIDA de 2005 à 2010.

## Biographie
Christine Adjobi obtient le Baccalauréat Série D en juin 1971 puis entame des études de médecine et obtient le Doctorat d'Etat en Médecine en mars 1981.
Elle est promue Ministre chargée de la Lutte contre le SIDA de 2003 à 2010, dans les gouvernements Konan Banny I et II, ainsi que Soro I et II. Ensuite, elle devient  Ministre Déléguée auprès du Ministre de la Solidarité chargé de la lutte contre le SIDA d'aout 2022 à Mars 2023.
Pendant la crise politico-militaire en Côte d'Ivoire, elle mène une campagne dans les zones assiégées, en direction des populations déplacées de guerre, les autochtones, les forces armées nationales (FANCI). Dans les temps de guerre, ceux-ci courent un risque accru d'infection par le VIH et d'autres infections sexuellement transmissibles. Elle décide d'organiser la prise en charge psycho-sociale et thérapeutique des personnes vivant avec le VIH/Sida. Ainsi, successivement, elle se rend au Projet Retroci (dont le président est Sansan Morokro), au Centre diagnostique et de recherches sur le sida et les infections opportunistes (CEDRES) et à l'Unité des soins ambulatoires (WAC), tous sis au CHU de Treichville.
En avril 2023, Christine Adjobi est désignée candidate du FPI au conseil régional du Sud-Comoé lors des élections régionales de septembre 2023.